# Численное решение уравнений
Численное решение уравнений и их систем состоит в приближённом определении корней уравнения или системы уравнений и применяется в случаях, когда точный метод решения неизвестен или трудоёмок.

## Постановка задачи
Рассмотрим методы численного решения уравнений и систем уравнений:
{\displaystyle f(x_{1},x_{2},\ldots ,x_{n})=0}
или
{\displaystyle \left\{{\begin{array}{lcr}f_{1}(x_{1},x_{2},\ldots ,x_{n})&=&0\\\ldots &&\\f_{n}(x_{1},x_{2},\ldots ,x_{n})&=&0\end{array}}\right.}
Численное решение задачи можно проводить как непосредственно (используя одноимённые методы), так и с применением оптимизационных методов, приведя задачу к соответствующему виду. Последним посвящена статья Градиентные методы.

## Численные методы решения уравнений
Покажем, как можно решить изначальную систему уравнений, не прибегая к оптимизационным методам. В случае, если наша система представляет собой СЛАУ, целесообразно прибегнуть к таким методам, как метод Гаусса или метод Ричардсона. Однако мы всё же будем исходить из предположения, что вид функции нам неизвестен, и воспользуемся одним из итерационных методов численного решения. Среди большого разнообразия таковых выберем один из наиболее известных — метод Ньютона. Этот метод в свою очередь основывается на принципе сжимающего отображения. Поэтому сначала будет изложена суть последнего.

### Сжимающее отображение
Определим терминологию:
Говорят, что функция {\displaystyle \varphi } осуществляет сжимающее отображение на {\displaystyle [a,\;b]}, если
Тогда справедлива следующая основная теорема:
|  | Теорема Банаха (принцип сжимающих отображений). Если {\displaystyle \varphi } — сжимающее отображение на {\displaystyle [a,\;b]}, то: 1. Уравнение {\displaystyle x=\varphi (x)} имеет единственный корень {\displaystyle x^{*}} в {\displaystyle [a,\;b]}; 2. Итерационная последовательность {\displaystyle x_{i+1}=\varphi (x_{i})} сходится к этому корню; 3. Для очередного члена {\displaystyle x_{n}} справедливо {\displaystyle \|\|x_{n}-x^{*}\|\|\leq {\frac {\alpha ^{n}\|\|x_{1}-x_{0}\|\|}{1-\alpha }}}. |

Из последнего пункта теоремы вытекает, что скорость сходимости любого метода на основе сжимающих отображений не менее линейной.
Поясним смысл параметра {\displaystyle \alpha } для случая одной переменной. Согласно теореме Лагранжа имеем:
{\displaystyle \varphi (x)\in C^{1}[a,\;b].\quad \forall x_{1},x_{2}\in (a,\;b),\quad x_{1}<x_{2}\quad \exists \xi \in (x_{1},\;x_{2}):\quad \varphi '(\xi )(x_{2}-x_{1})=\varphi (x_{2})-\varphi (x_{1})}
Отсюда следует, что {\displaystyle \alpha \approx |\varphi '(\xi )|}. Таким образом, для сходимости метода достаточно, чтобы {\displaystyle \forall x\in [a,\;b]\quad |\varphi '(x)|\leq 1.}

#### Общий алгоритм последовательных приближений
1. Уравнение {\displaystyle f(x)=0} преобразуется к уравнению с тем же корнем вида {\displaystyle x=\varphi (x)}, где {\displaystyle \varphi (x)} — сжимающее отображение.
2. Задаётся начальное приближение и точность {\displaystyle x_{0},\quad \varepsilon ,\quad i=0}
3. Вычисляется очередная итерация {\displaystyle x_{i+1}=\varphi (x_{i})}
  - Если {\displaystyle ||x_{i+1}-x_{i}||>\varepsilon }, то {\displaystyle i=i+1} и возврат к шагу 3.
  - Иначе {\displaystyle x=x_{i+1}} и остановка.

Применительно к общему случаю операторных уравнений этот метод называется методом последовательных приближений, или методом простой итерации. Однако уравнение {\displaystyle f(x)=0} можно преобразовывать к сжимающему отображению {\displaystyle x=\varphi (x)}, имеющему тот же корень, разными способами. Это порождает ряд частных методов, имеющих как линейную, так и более высокие скорости сходимости.

#### Применительно к СЛАУ
Рассмотрим систему:
{\displaystyle \left\{{\begin{array}{ccc}a_{11}x_{1}+\ldots +a_{1n}x_{n}&=&b_{1}\\\ldots &&\\a_{n1}x_{1}+\ldots +a_{nn}x_{n}&=&b_{n}\end{array}}\right.}
Для неё итерационное вычисление будет выглядеть так:
{\displaystyle \left({\begin{array}{c}x_{1}\\x_{2}\\\vdots \\x_{n}\end{array}}\right)^{i+1}=\left({\begin{array}{cccc}a_{11}+1&a_{12}&\ldots &a_{1n}\\a_{21}&a_{22}+1&\ldots &a_{2n}\\\vdots &\vdots &\ddots &\vdots \\a_{n1}&a_{n2}&\ldots &a_{nn}+1\end{array}}\right)\left({\begin{array}{c}x_{1}\\x_{2}\\\vdots \\x_{n}\end{array}}\right)^{i}-\left({\begin{array}{c}b_{1}\\b_{2}\\\vdots \\b_{n}\end{array}}\right)}
Метод будет сходится с линейной скоростью, если {\displaystyle \left\|{\begin{array}{ccc}a_{11}+1&\ldots &a_{1n}\\\vdots &\ddots &\vdots \\a_{n1}&\ldots &a_{nn}+1\end{array}}\right\|<1}
Двойные вертикальные черты означают некоторую норму матрицы.

Решение уравнения cos(x)=x по методу простой итерации, очередная итерация: x_{n+1}=cos x_{n}, начальное приближение: x_{1} = −1

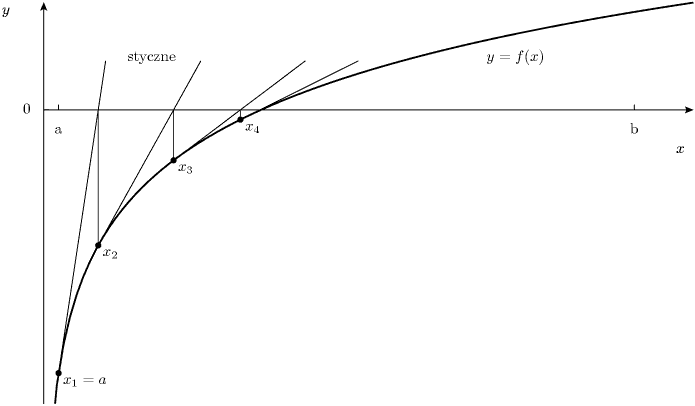
Решение уравнения f(x)=0 по методу Ньютона, начальное приближение: x_{1}=a.

### МетодНьютона(метод касательных)

#### Одномерный случай
Оптимизация преобразования исходного уравнения {\displaystyle f(x)=0} в сжимающее отображение {\displaystyle x=\varphi (x)} позволяет получить метод с квадратичной скоростью сходимости.
Чтобы отображение было наиболее эффективно, необходимо, чтобы в точке очередной итерации {\displaystyle x^{*}} выполнялось {\displaystyle \varphi '(x^{*})=0}. Будем искать решение данного уравнения в виде {\displaystyle \varphi (x)=x+\alpha (x)f(x)}, тогда:
{\displaystyle \varphi '(x^{*})=1+\alpha '(x^{*})f(x^{*})+\alpha (x^{*})f'(x^{*})=0}
Воспользуемся тем, что {\displaystyle f(x)=0}, и получим окончательную формулу для {\displaystyle \alpha (x)}:
{\displaystyle \alpha (x)=-{\frac {1}{f'(x)}}}
С учётом этого сжимающая функция примет вид:
{\displaystyle \varphi (x)=x-{\frac {f(x)}{f'(x)}}}
Тогда алгоритм нахождения численного решения уравнения {\displaystyle f(x)=0} сводится к итерационной процедуре вычисления:
{\displaystyle x_{i+1}=x_{i}-{\frac {f(x_{i})}{f'(x_{i})}}}

#### Многомерный случай
Обобщим полученный результат на многомерный случай.
Выбирая некоторое начальное приближение {\textstyle {\vec {x}}^{[0]}}, находят последовательные приближения {\displaystyle {\vec {x}}^{[j+1]}} путём решения систем уравнений:
{\displaystyle f_{i}+\sum _{k=1}^{n}{\frac {\partial f_{i}}{\partial x_{k}}}(x_{k}^{[j+1]}-x_{k}^{[j]})=0,\quad i=1,2,\ldots ,n},
где {\displaystyle x^{[j]}=\left(x_{1}^{[j]}\ldots x_{k}^{[j]}\ldots x_{n}^{[j]}\right),\quad j=0,1,2,\ldots }.